# Текила санрајз
Текила санрајз је коктел направљен од текиле, сока од наранџе и сирупа од гренадина. Пиће се сервира непомешано у високој чаши. Модерно пиће потиче из Сосалита, раних 1970-их, након раније итерације створене 1930-их у Финиксу. Коктел је добио име по свом изгледу када се сервира — са градацијама боје које подсећају на обрнути излазак сунца.

## Историја
Оригинална текила санрајз је садржала текилу, крему од касиса, сок од лимете и газирану воду. Створио га је Џин Сулит 1930-их или 1940-их. 
Популарнија верзија коктела садржи текилу, сок од наранџе и гренадин, а креирали су је Боби Лозоф и Били Рајс раних 1970-их док су радили као млади бармени у Сосалиту, северно од Сан Франциска. На забави у бару Trident коју је организовао Бил Грејам да би започео турнеју Rolling Stones-а у Америци 1972, Мик Џегер је попио један од коктела, свидео му се, и он и његова пратња су почели да га пију.   Касније су их наручили широм Америке, чак су и саму турнеју назвали њиховом „турнејом кокаина и текиле санрајз“.  
У то време Trident је био највећи продајни центар за текилу у Сједињеним Државама, а 1973. Хозе Куерво је прихватио ново пиће као маркетиншку прилику и ставио рецепт за ново пиће на полеђину својих флаша текиле и промовисао то на друге начине. Касније исте године, Eagles су снимили песму "Tequila Sunrise" за албум Desperado пошто је пиће постало популарно. Године 1988. објављен је успешан филм Зора очајника, у којем главне улоге тумаче Мишел Фајфер, Мел Гибсон и Курт Расел, у режији Роберта Тауна.
Историјски музеј Марин је 25. јуна 2023. поставио историјску таблу на зид Trident-а у знак сећања на забаву Rolling Stones-а и реинтерпретацију текиле санрајз. 

## Припрема и сервирање
Текила санрајз се сматра дугим пићем и обично се служи у collins или highball чаши. Међународна асоцијација бармена означила је овај коктел као ИБА званични коктел.
Прави се тако што се сипа текила, затим сокови од наранџе, а последњи гренадин. Карактеристични изглед пића настаје додавањем гренадина без мешања са осталим састојцима. Може се користити кашика за сируп низ стаклени зид до дна уз минимално мешање. Лед се може додати пре текиле или се може користити охлађени сок од поморанџе.